# Амио, Франк
Фрэнсис «Фрэнк» Амио (14 сентября 1904 года — 21 ноября 1962 года) — бывший канадский спринт каноист. Принимал участие в соревнованиях по гребле на байдарках и каноэ в 1930-х годах. Участник и призёр летних Олимпийских игр 1936.

## Биография
Амио родился в городе Торнхилл, Онтарио 14 сентября 1904 года. 18 июня 1933 года Амио спас членов команды Оттава Раф Райдерс Спрэга Дэйва и Эдди Бона, когда их байдарка перевернулась на озере Deschenes.
В 1920-х годах тренировался на каноэ оттавского клуба Ottawa’s Rideau Canoe Club. Не имея денег на покупку личного каноэ, он сам сделал лодку. В дальнейшем он вступил в яхт-клуб Britannia. Принимал участие в чемпионатах Британии. С 1929 по 1935 год он выигрывал шесть национальных чемпионатов в гребле на каноэ-одиночке.
Амио завоевал золотую медаль на летних Олимпийских играх 1936 в дисциплине С-1 1000 метров.
Оставив участие в соревнованиях по гребле, Амио работал в спортивной администрации, сосредоточив свои усилия на создании канадской каноэ ассоциации, был ответственным за финансирование канадских спортсменов-олимпийцев.
Во время Второй мировой войны Амио служил в Королевских ВМС Канады, дослужился до звания лейтенанта. После войны работал до самой смерти в Департаменте по делам ветеранов.
За заслуги в спорте Амио в 1949 году был введен в канадский Олимпийский зал славы, в 1955 году — в канадский спортивный Зал славы.
С 1964 года яхт-клуб «Британия» проводит мемориал памяти спортсмена.
С 2012 года в здании яхт-клуб «Британия» представлены фото Франка Амио и коллекция его трофеев.